# 老粥厂清真寺
老粥厂清真寺（土耳其語：Eski Imaret Camii）是一座历史悠久的清真寺，位于土耳其伊斯坦布尔法提赫区贫穷的泽伊雷克街区，在泽伊雷克清真寺西北不足1公里。原为建于11世纪的东正教教堂，属于“基督全见修道院”（Monastery of Christ Pantepoptes），奥斯曼帝国将其改为清真寺（约1500至1546年）。

## 历史
在1087年之前某个时候，拜占庭皇帝阿历克塞一世的母亲安娜·達拉瑟娜遵从帝国风俗，在君士坦丁堡第四山顶兴建一座基督全见修女院，在此养老。修道院内包括一个基督全见教堂。1204年4月12日，在君士坦丁堡之围期间，皇帝阿历克塞五世在修道院附近设立总部，从这样的高度，他能看到威尼斯公爵恩里科·丹多洛指挥的威尼斯共和国舰队，在攻城前部署在基督恩人修道院和布雷契耐聖母教堂之间。威尼斯人攻进城后，他将紫袍扔在此处逃走，登上宝座的鲍德温一世将其穿在身上。建筑群遭到第四次十字军的洗劫，然后分配给威尼斯聖喬治馬焦雷教堂的本笃会修士 在拉丁帝国占领君士坦丁堡期间（1204年至1261年），该建筑改为罗马天主教教堂。
基于这些信息，牧首康斯坦丁二世（1830–1834）确定老粥厂清真寺就是基督全见教堂。
1453年君士坦丁堡的陷落后不久，该堂改为清真寺，而修道院建筑改为附近的法提赫清真寺（当时正在修建中）的伊斯兰学校和公共廚房（发放食品的粥厂）。清真寺的土耳其文名称即由此得名。该建筑群曾数次遭受火灾蹂躏，修道院的最后遗迹消失于大约一个世纪前。直到1970年，该建筑被用作伊斯兰学校。1970年，该清真寺被部分关闭，由土耳其建筑师Fikret Çuhadaroglu修复。尽管如此，建筑状况仍然较差。

## 建筑

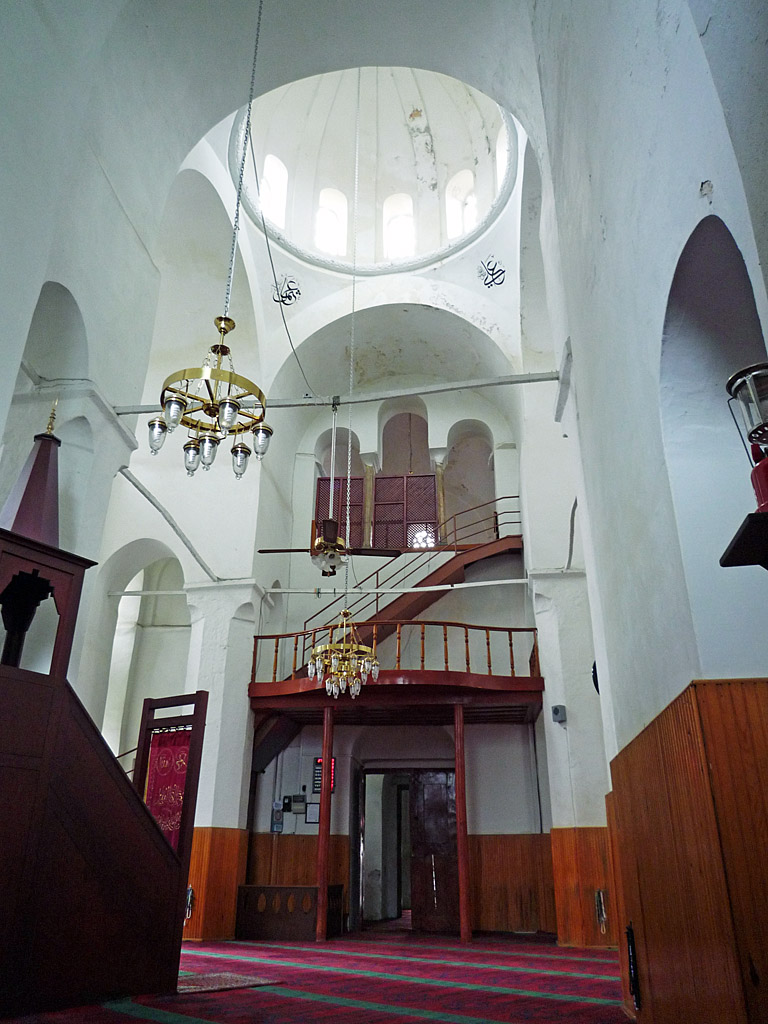
内部

该建筑坐落在一个斜坡上，俯瞰着金角湾，平台则是蓄水池的天花板。

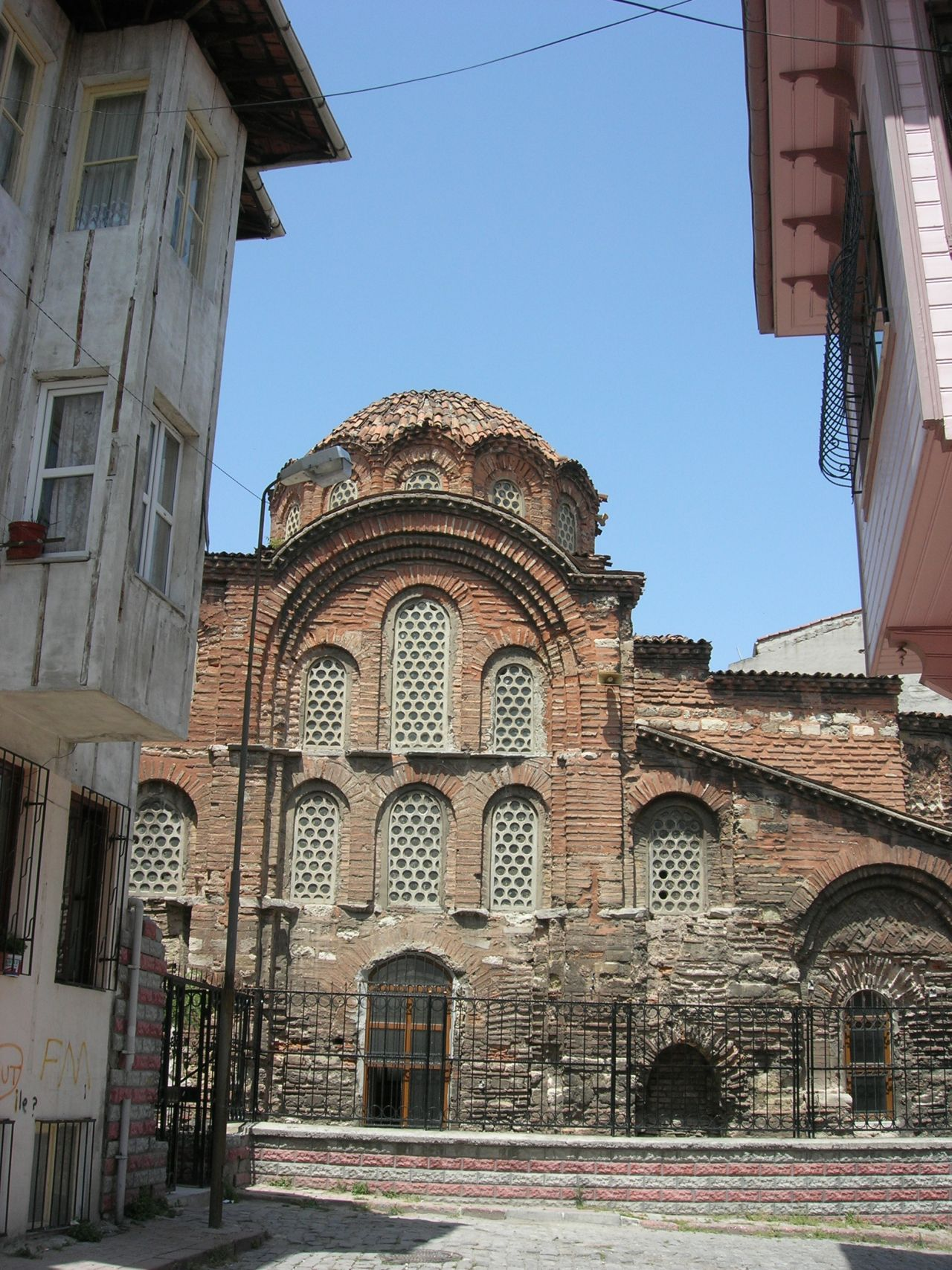
从南方看清真寺

这座建筑的一大特色是U形画廊，可能是供太后私人使用。

## 书目
- Alexander van Millingen. . London: MacMillan & Co. 1912.
- Thomas F.Mathews. . University Park: Pennsylvania State University Press. 1976. ISBN 0-271-01210-2.
- Çelik Gülersoy. . Istanbul: Istanbul Kitaplığı. 1976. OCLC 3849706.
- Richard Krautheimer. . Turin: Einaudi. 1986. ISBN 88-06-59261-0 （意大利语）.
- David Jacobi. . Necipoğlu, Nevra  (编). . Leiden, Boston, Köln: Brill. 2001. ISBN 90-04-11625-7.
- Neslihan Asutay-Effenberger; Arne Effenberger. . Jahrbuch der österreichischen Byzantinistik. 2008, 58: 13–44  [2015-01-12]. ISBN 978-3-7001-6132-5. （原始内容存档于2016-11-01） （德语）.

41°02′31″N 28°56′15″E / 41.042°N 28.9376°E